# باربارا استارک
باربارا استارک (به انگلیسی: Barbara Stark) (زادهٔ ۶ ژوئیهٔ ۱۹۳۷) شناگر اهل ایالات متحده آمریکا است.